# Чен Фей
Чен Фей  (кит.: 程 菲, 29 травня 1988) — китайська гімнастка, олімпійська чемпіонка.

## Виступи на Олімпіадах
| Олімпіада  | Дисципліна       | Місце              |
| ---------- | ---------------- | ------------------ |
| Афіни 2004 | вільні врави     | 4                  |
| Афіни 2004 | опорний стрибок  | 16T (кваліфікація) |
| Афіни 2004 | колода           | 43 (кваліфікація)  |
| Афіни 2004 | абсолютний залік | 72 (кваліфікація)  |
| Афіни 2004 | командний залік  | 7                  |
| Пекін 2008 | вільні врави     | 7                  |
| Пекін 2008 | опорний стрибок  | 3                  |
| Пекін 2008 | колода           | 3                  |
| Пекін 2008 | абсолютний залік | 62 (кваліфікація)  |
| Пекін 2008 | командний залік  | 1                  |